# Unbiunium
Unbiunij, znan tudi kot eka-aktinij ali preprosto element 121, je hipotetični kemični element s simbolom Ubu in vrstnim številom 121. Unbiunij in Ubu sta začasni sistematični IUPAC imeni, ki se uporabljata, dokler elementa ne bodo odkrili, potrdili in mu določili stalno ime.V periodnem sistemu elementov naj bi bil to prvi izmed superaktinidov in tretji element v osmi periodi. 